# Katrin Rutschow-Stomporowski
Katrin Rutschow-Stomporowski (ur. 2 kwietnia 1975 w Waren (Müritz)) – niemiecka wioślarka, trzykrotna medalistka olimpijska.

## Kariera sportowa
Po pierwsze olimpijskie złoto sięgnęła w 1996 w Atlancie, jako członkini czwórki podwójnej. Po igrzyskach przesiadła się do jedynki i szybko awansowała do światowej czołówki. W 1998 i 1999 zajęła drugie miejsce na mistrzostwach świata, a na igrzyskach w Sydney była trzecia. W nowym tysiącleciu nadal stawała na podium mistrzostw globu (złoto w 2001), triumfowała na olimpiadzie w Atenach.